# فرد (بازیکن فوتبال، زاده ۱۹۸۳)
فردریکو چاوس گجس (پرتغالی: Frederico Chaves Guedes؛ زادهٔ ۳ اکتبر ۱۹۸۳) که به صورت ساده با نام فرد شناخته می‌شود، بازیکن فوتبال در پست مهاجم اهل برزیل است.

## باشگاهی
فرد در تیم‌های فوتبال کروزیرو، لیون، فلومیننزه و اتلتیکو مینیرو سابقهٔ حضور دارد. 

## تیم ملی
این بازیکن همچنین بین سال‌های ۲۰۰۵ تا ۲۰۱۴، ۳۹ بار برای، تیم ملی فوتبال برزیل به میدان رفته‌است و طی این مدت ۱۸ گل به ثمر رسانده‌است.